# Гордієнко Андрій Миколайович
Андрій Миколайович Гордієнко (нар. 14 листопада 1974, Мінськ) — білоруський і російський видавець, історик, письменник і перекладач, засновник і генеральний директор видавництва «Наше слово».

## Біографія
Народився у Мінську у родині військового. Довгий час жив у Німеччині та Грузії. У 1990—1991 pp. був членом ЦК ЛКСМ Білорусії. У 1991—1996 р.р. навчався на історичному факультеті Білоруського державного університету (Кафедра історії нового та новітнього часу, наукові керівники — проф. Л. М. Шнеєрсон, проф. П. А. Шупляк). У 1997—1999 р.р. стажувався на кафедрі політології у Вільному університеті, Берлін, ФРН (науковий керівник — доктор Йоганнес Шлоотц, Інститут політології імені Отто Зура). У 1993—2003 pp. працював у білорусько-німецькому СП «Белфарм» (відділ зовнішньоекономічної діяльності), паралельно у 1996—2004 роках. — У білоруському представництві американської фармацевтичної компанії Pfizer (реєстрація медичних препаратів).
У 1997—2006 роках. як автор та перекладач з англійської та німецької мов співпрацював з видавництвами «Інтердайджест», «Сучасна література», «Харвест», «АСТ», «Попурі», «Юнікласік». У 2004—2006 роках. — викладач на кафедрі історії Білорусі стародавнього часу та середньовіччя історичного факультету БДУ. Написав та переклав понад 20 науково-популярних книг та монографій, які активно використовуються у науковому обігу та освітньому процесі. Писав у тому числі під псевдонімами Пульмановський та Фадєєв.
З 2006 р. — Засновник і генеральний директор видавництва «Наше слово» (Москва).
Мешкає у Москві.

## Наукова діяльність
Займається вивченням історії Німеччини XIX—XX ст., Афганістану та Середньої Азії XVIII—XX ст., ідеології нацизму, історії Другої світової війни, конфліктологією, розробкою методики викладання історії в школі та вузах. Автор та співавтор понад 20 навчально-методичних посібників для середньої школи.
Автор шкільного підручника з історії Білорусі XVI—XVIII ст. (у співавторстві з к. і. н. О. В. Перзашкевичем, не опубліковано), спецкурсу з історії боротьби з експансією Тевтонського ордену на землі ВКЛ (прочитаний на істфаку БДУ у 2005—2006 рр.), методичних розробок викладання історії Німецько-радянської війни у вузах (впроваджено на філософському та економічному факультетах БДУ у 2004—2005 рр.). Переклав російською мовою монографію німецького політичного психолога проф. М. Кох-Хіллебрехта «Homo Гітлер: психограма диктатора», фундаментальну монографію The Venture of Islam американського ісламознавця проф. М. Ходжсона (У складі колективу перекладачів, науковий редактор перекладу проф. Т. К. Ібрагім), виконав новий переклад російською мовою вибраних творів та листування українського філософа Г. Сковороди.
За даними Google Scholar індекс Хірша Гордієнка О. М. дорівнює 8.

## Видавнича діяльність
Займається виданням наукової та науково-популярної літератури з історії, культури, релігії, космонавтики, колекціонування, туризму (у тому числі спільно з видавництвом «ЕКСМО» путівники "Lonely Planet" російською мовою) та спорту, а також різноманітних довідкових і енциклопедичних видань. Серед опублікованих авторів є відомі російські, білоруські та західні вчені, діячі культури та учасники Олімпійських ігор. Деякі видання використовуються як навчальні посібники у ВНЗ.

## Нагороди
2003 р. створений Гордієнком О. М. чотиритомник «Всесвітня історія» як найкраща книга року був удостоєний диплома XLIII Республіканського конкурсу «Мистецтво книги — 2003» на міжнародній книжковій виставці-ярмарку в Мінську.

## Критика
У статті, надрукованій в газеті «Червона Зірка» — центральному органі міністерства оборони Російської Федерації — Грант Оганесян критикує книгу Гордієнка «Командири Другої Світової війни», вказуючи на фактичні помилки і звинувачуючи автора у фальсифікації історії:
Однак читач не знайде в цій книзі жодного питання, що становить, скажімо, предмет військового мистецтва. Більше того, у книзі немає і спроби історичного аналізу — військові операції відірвані одна від одної, немає зв'язку часу та подій, причин та наслідків, відсутні оцінки головних боїв.
Проте, за даними бібліографічної бази Російського індексу наукового цитування (РІНЦ) та системи Google Scholar ця книга, як і інші роботи автора, активно використовується у російському науковому обігу, на неї посилаються у наукових статтях та монографіях. Згідно Google Scholar індекс Хірша цього автора дорівнює 8.

## Іноземні мови
Володіє російською, німецькою, англійською, італійською, польською, білоруською та українською мовами. Має видані переклади з англійської, німецької та української.

## Сім'я
Одружений з Баталіною Світланою Сергіївною.
- Іполит Іполитович Дюмулен — двоюрідний дядько
- Яків Ілліч Некрасов — двоюрідний прадід
- Олександр Олександрович Фадєєв — далекий предок
- Андрій Михайлович Фадєєв — далекий предок

## Основні роботи

### Книги
- Командири Другої світової війни. т. 1-2. Мінськ., 1997—1998 т.1 ISBN 985-437-268-5, т.2 ISBN 985-437-627-3
- Війни другої половини XX століття. Мінськ., 1999 ISBN 985-437-507-2
- Йосип Сталін. Мінськ, 1998 ISBN 985-437-701-6
- Маршал Жуков. Мінськ, 1998 ISBN 985-437-736-9
- Уся історія для школярів. Мінськ, 2000 (у співавторстві)
- Уся історія для школярів. 2-ге видання, стереотипне. Мінськ, 2003 (у співавторстві) ISBN 985-14-0107-2
- Уся історія для школярів. 3-тє видання, стереотипне. Мінськ, 2005 (у співавторстві) ISBN 985-14-0990-1
- Коротка історія Росії. Енциклопедичний довідник. Мінськ, 2001 ISBN 985-456-956-X
- Всесвітня історія. Первісне суспільство. Держави Стародавнього Сходу, Європи та Азії. Мінськ, 2002 (у співавторстві) ISBN 985-13-0788-2
- Всесвітня історія. Римська імперія. Раннє середньовіччя. Хрестові походи. Мінськ, 2002 (у співавторстві) ISBN 985-13-0789-0
- Всесвітня історія. Середньовіччя. Відродження та Реформація. Епоха Просвітництва. Мінськ, 2002 (у співавторстві) ISBN 985-13-0790-4
- Всесвітня історія. Наполеонівські війни. Друга світова війна. Сучасний світ. Мінськ, 2002 (у співавторстві) ISBN 985-13-0910-9
- Džihaad Venemaa lõunapiiril, Tallinn, 2006 (Джихад на південних кордонах Росії, на ест. яз)
- Енциклопедія символів. Москва, 2007 (у співавторстві) ISBN 978-5-699-20217-1
- Великий символів символів. 2-ге видання, стереотипне. Москва, 2009 (у співавторстві) ISBN 978-5-699-39224-7
- Велика енциклопедія символів. Москва, 3-тє видання, стереотипне. 2010 (у співавторстві) ISBN 978-5-699-39224-7
- Символи та знаки. Велика енциклопедія. 4-те видання, доповнене та перероблене. Москва, 2018 (у співавторстві)
- Китай. Історія, культура, мистецтво. Ілюстрована енциклопедія. Москва, 2008 (у співавторстві) ISBN 978-5-699-29268-4
- Росія: Історія, культура, мистецтво. Ілюстрована енциклопедія. Москва, 2008 ISBN 978-5-699-29269-1
- Мечеті Росії та країн СНД, Москва, 2014 ISBN 978-5-699-73487-0
- Прогулянки Італією. Москва, 2018 ISBN 978-5-17-108767-8
- Прогулянки Італією. 2-ге видання, доповнене. Москва, 2020

### Навчальні посібники
- Стародавній світ. Ілюстрована історія. Мінськ, 2007 ISBN 978-985-13-8901-4
- Середньовіччя. Ілюстрована історія. Мінськ, 2006 ISBN 985-13-8902-1
- Всесвітня історія: 4 клас. Поурочне планування. Мінськ, 2004
- Всесвітня історія. Робочий зошит. 5 клас. Різнорівневі завдання. Мінськ, 2004 (у співавторстві з Федосиком В. А.)
- Всесвітня історія. Робочий зошит. 7 клас. Різнорівневі завдання. Мінськ, 2006 (у співавторстві із Синиця В. І.)
- Всесвітня історія. Робочий зошит. 9 клас. Різнорівневі завдання. Мінськ, 2004 (у співавторстві з Федосиком В. А.)
- Всесвітня історія. Поурочні тести. 5-7 клас. Мінськ, 2004 (у співавторстві з Федосиком В. А.)
- Всесвітня історія. Поурочні тести. 8-9 клас. Мінськ, 2004
- Всесвітня історія. Поурочні тести. 10-11 клас. Мінськ. 2003
- Історія Білорусі. 4 клас. Робоча тетрадь. Мінськ, 2002 ISBN 985-474-129-X
- Історія Білорусі. 5 (4) клас. Робоча тетрадь. Мінськ, 2005 (у співавторстві зі Штихом Г. В.)
- Історія Білорусі. 6 клас. Робоча тетрадь. Мінськ, 2004 ISBN 985-474-474-4
- Історія Білорусі. 7 клас. Робоча тетрадь. Мінськ, 2003 (у співавторстві з Лойком П. О.) ISBN 985-474-132-X
- Історія Білорусі. 7 клас. Робоча тетрадь. Мінськ, 2004 (у співавторстві з Лойком П. О.) ISBN 985-474-355-1
- Історія Білорусі. 7 клас. Робоча тетрадь. Мінськ, 2005 (у співавторстві з Лойком П. О.) ISBN 985-474-591-0
- Історія Білорусі. 7 клас. Робоча тетрадь. Мінськ, 2006 (у співавторстві з Лойком П. О.)
- Історія Білорусі. 8 клас. Робоча тетрадь. Мінськ, 2002 ISBN 985-474-131-1
- Історія Білорусі. 9 клас. Робоча тетрадь. Мінськ, 2002 ISBN 985-474-132-X
- Історія Білорусі: Павроч. тести 5-7-и кл. Мінськ, 2004 (у співавторстві з Лойком П. О.) ISBN 985-474-439-6
- Історія Білорусі: Павроч. тести: 8-9-и кл. Мінськ, 2004 (у співавторстві з Лойком П. О.) ISBN 985-474-424-8
- Історія Білорусі. Тести. 10-11 класи. Мінськ, 2004 (у співавторстві з Лойком П. О.) ISBN 985-474-457-4
- Людина. Суспільство. Держава. Поурочні тести 8-9 клас. Мінськ, 2004 (у співавторстві з Яскевич Я. С.)
- Людина. Суспільство. Держава. Поурочні тести 10-11 клас. Мінськ, 2005 (у співавторстві з Яскевич Я. С.)

### Переклади наукової літератури
- Лотман Р. Ротшильди — королі банкірів, Мінськ, 1997. (Пер. з англ.) ISBN 985-10-0004-3
- Сковорода Г. С. Твори, Мінськ, 1999. (Пер. з укр.) ISBN 985-456-235-2
- Кох-Хіллебрехт М. Homo Гітлер — психограма диктатора. Мінськ, 2003. (Пер. з нім.) ISBN 985-438-767-4 (рос.) ISBN 3-442-75603-0
- Кох-Хіллебрехт М. Homo Гітлер — психограма диктатор. 2-ге видання, стереотипне. Мінськ, 2014 року. (Пер. з нім.) ISBN 978-985-15-2073-8
- Ходжсон М. Дж. С. Історія ісламу: Ісламська цивілізація від народження до наших днів. Москва, 2013 (Пер. з англ., у складі колективу перекладачів) ISBN 978-5-699-58270-9

### Спортивні переклади
- Аткінс Р., Бафф Ш. Залишайтеся молодими за Аткінсом. Мінськ, 2005. (Пер. з англ.) ISBN 985-483-310-0
- Аткінс Р., Бафф Ш. Омолоджувальне харчування. Мінськ, 2012. (Пер. з англ.) ISBN 978-985-15-1579-6
- Брунгардт К. Ідеальні м'язи грудей та плечового поясу. Мінськ, 2003. (Пер. з англ.) ISBN 985-483-311-9
- Брунгардт К. Ідеальні м'язи грудей та плечового поясу. 2-ге видання, стереотипне. Мінськ, 2004. (Пер. з англ.) ISBN 985-483-180-9
- Брунгардт К. Ідеальні м'язи грудей та плечового поясу. 3-тє видання, стереотипне. Мінськ, 2005. (Пер. з англ.) ISBN 978-985-15-0348-9
- Брунгардт К. Ідеальні м'язи грудей та плечового поясу. 4-те видання, стереотипне. Мінськ, 2006. (Пер. з англ.) ISBN 985-483-311-9
- Брунгардт К. Ідеальні м'язи грудей та плечового поясу. 5-те видання, стереотипне. Мінськ, 2007. (Пер. з англ.) ISBN 985-483-180-9
- Брунгардт К. Ідеальні м'язи грудей та плечового поясу. 6-те видання, стереотипне. Мінськ, 2008. (Пер. з англ.) ISBN 978-985-483-992-9
- Брунгардт К. Ідеальні м'язи рук. Мінськ, 2003. (Пер. з англ.) ISBN 985-438-884-0
- Брунгардт К. Ідеальні м'язи рук. 2-ге видання, стереотипне. Мінськ, 2007. (Пер. з англ.) ISBN 978-985-483-899-1
- Брунгардт К. Ідеальні м'язи рук. 3-тє видання, стереотипне. Мінськ, 2008. (Пер. з англ.) ISBN 978-985-15-0440-0
- Брунгардт К. Ідеальний пресс. Інтенсивний 6-тижневий курс тренувань. Мінськ, 2003. (Пер. з англ.) ISBN 985-438-766-6
- Брунгардт К. Ідеальний пресс. Інтенсивний 6-тижневий курс тренувань. 2-ге видання, стереотипне. Мінськ, 2005. (Пер. з англ.) ISBN 985-483-312-7
- Брунгардт К. Ідеальний пресс. Інтенсивний 6-тижневий курс тренувань. 3-тє видання, стереотипне. Мінськ, 2007. (Пер. з англ.) ISBN 978-985-15-0439-4
- Брунгардт К. Стань найкращим. Мінськ, 2008. (Пер. з англ.) ISBN 978-985-15-0577-3
- Летувник С. Розвиваємо м'язи ніг та сідниць. Мінськ, 2004. (Пер. з нім.) ISBN 3-499-19409-0
- Летувник С. Розвиваємо м'язи ніг та сідниць. 2-ге видання, стереотипне. Мінськ, 2007. (Пер. з нім.) ISBN 985-483-319-4
- Летувник С. Розвиваємо м'язи рук та грудей. Мінськ, 2004. (Пер. з нім.) ISBN 985-483-317-8
- Летувник С. Розвиваємо м'язи рук та грудей. 2-ге видання, стереотипне. Мінськ, 2008. (Пер. з нім.) ISBN 3-499-19408-2
- Летувник С. Фрайвальд Ю. Фігура вашої мрії. Мінськ, 2004. (Пер. з нім.) ISBN 985-483-201-5
- Летувник С. Фрайвальд Ю. Фігура вашої мрії. 2-ге видання, стереотипне. Мінськ, 2009. (Пер. з нім.) ISBN 3-499-19460-0
- Летувник С. Фрайвальд Ю. Тренування для жінок. Загальний курс Мінськ, 2011. (Пер. з нім.) ISBN 978-985-15-1241-2
- Летувник С. Тренування для жінок. Живіт та стегна. Мінськ, 2011. (Пер. з нім.) ISBN 978-985-15-1242-9
- Летувник С. Тренування для жінок. Ноги та сідниці. Мінськ, 2011. (Пер. з нім.) ISBN 978-985-15-1240-5
- Летувник С. Тренування для жінок. Руки та груди. Мінськ, 2011. (Пер. з нім.) ISBN 978-985-15-1239-9
- Силові тренування. Візуальний самовчитель. Мінськ, 2005. (Пер. з англ.) ISBN 985-483-264-3
- Циттлау Й. Ідеальна дієта для 4 груп крові. Мінськ, 2002. (Пер. з нім.) ISBN 985-438-734-8
- Циттлау Й. Меню «На здоров'я!» Мінськ, 2011. (Пер. з нім.) ISBN 978-985-15-1276-4
- Циттлау Й. Меню «На здоров'я!» 2-ге видання, стереотипне. Мінськ, 2012. (Пер. з нім.) ISBN 978-985-15-1532-1